# Epidendrum brachyglossum
Epidendrum brachyglossum är en orkidéart som beskrevs av John Lindley. Epidendrum brachyglossum ingår i släktet Epidendrum och familjen orkidéer. Inga underarter finns listade i Catalogue of Life.